# Фридрих Еберхард фон Льовенщайн-Вертхайм-Вирнебург
Фридрих Еберхард (Еврард) фон Льовенщайн-Вертхайм-Вирнебург (на немски: Friedrich Eberhard (Evrard) von Löwenstein-Wertheim-Virneburg; * 14 август 1629, Вертхайм; † 23 март 1683, Вертхайм) от фамилията Вителсбахи, е граф на Льовенщайн-Вертхайм-Вирнебург (1657 – 1683).

## Произход
Той е вторият син на граф Фридрих Лудвиг фон Льовенщайн-Вертхайм-Вирнебург (1598 – 1657) и първата му съпруга графиня Анна Хедвиг цу Щолберг-Ортенберг (1599 – 1634), дъщеря на граф Лудвиг Георг фон Щолберг-Ортенберг (1562 – 1618) и втората му съпруга вилд и Рейнграфиня Анна Мария фон Салм-Кирбург-Мьорхинген (1576 – ок. 1620).
Линията Льовенщайн-Вертхайм е създадена от пфалцграф и курфюрст Фридрих I фон Пфалц († 1476), който дава графството Льовенщайн на морганатичния си син Лудвиг I (1463 – 1523) и той основава княжеската фамилия Льовенщайн-Вертхайм, която още съществува.

## Фамилия
Първи брак: на 26 август 1667 г. в дворец Браке в Лемго сграфиня Отилия фон Липе-Браке (* 7 ноември 1639; † 5 октомври 1680), дъщеря на граф Ото IV фон Липе-Браке (1589 – 1657) и графиня Маргарета фон Насау-Диленбург (1606 – 1661). Те имат децата:
- Йохана Фридерика (* 23 юни 1668; † 14 март 1669)
- Хенриета (* 10 юли 1671; † 2 август 1671)
- Ото Лудвиг (*/† 16 октомври 1672)
- Августа София (* 2 април 1676; † 4 юни 1719)

Втори брак: на 25 май 1681 г. във Валденбург с графиня Сузана София Луиза фон Хоенлое-Валденбург (* 6 юли 1648; † 4 декември 1691), дъщеря на граф Волфганг Фридрих фон Хоенлое-Валденбург (1617 – 1658) и Ева Христина фон Хоенлое-Нойенщайн-Лангенбург (1621 – 1681). Те имат децата:
- Хайнрих Фридрих (* 13 февруари 1682; † 31 март 1721), граф на Льовенщайн-Вертхайм-Вирнебург (1683 – 1721), женен на 7 май 1703 г. за Амьона София Фридерика цу Лимпург (* 24 август 1684; † 20 февруари 1746), дъщеря на граф Фолрат Шенк фон Лимпург (1641 – 1713) и София Елеонора фон Лимпург-Гайлдорф (1655 – 1722)
- Фридрих Еберхард (Еврард) (* 10 юли 1683; † 23 юли 1683)